# Llista de gravadors francesos

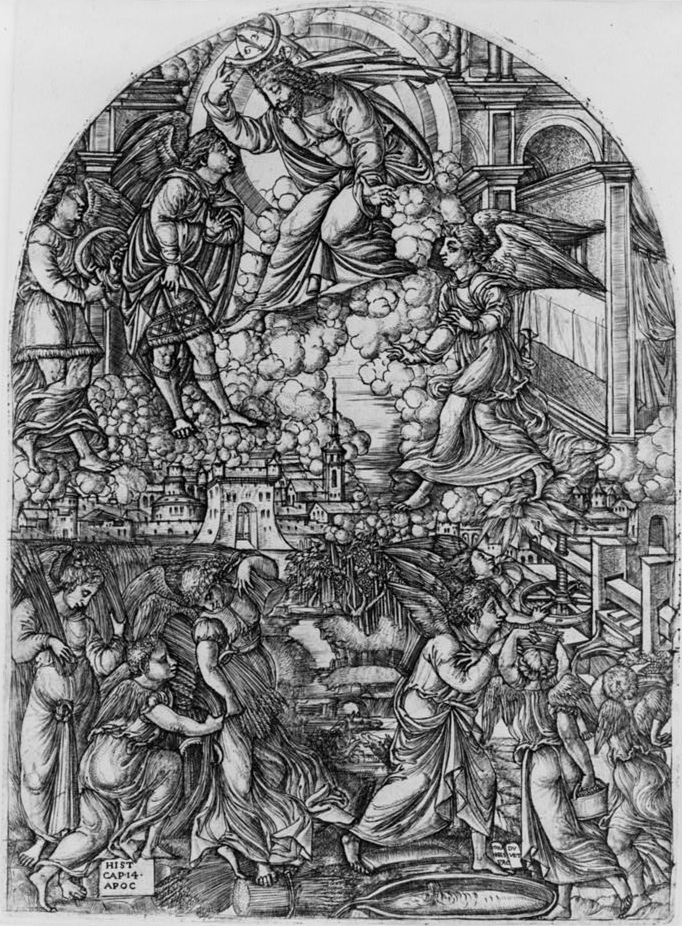
Apocalipsi (1550–1560), Jean Duvet

Aquesta és una llista cronològica del principals gravadors francesos .

## Renaixement
- Geoffroy Tory (1480–1533), humanista i gravador
- Jean Rabel (1545–1603), pintor i gravador
- Jean Duvet (c. 1485–c. 1570), gravador
- Jean Cousin el Jove (1490–1561), pintor, gravador, escultor
- Thomas de Leu (1560–1612), gravador
- Jacques Bellange (1575–1616), gravador
- Daniel Rabel (1578–1637), pintor i gravador

## Segle XVII
- François Perrier (1590–1650), pintor i gravador
- Jacques Callot (1592–1635), gravador
- Claude Mellan (1598–1688), pintor, dibuixant i gravador
- Balthasar Moncornet (1600–1668), pintor i gravador
- Abraham Bosse (1602–1676), gravador
- Jean Varin (1604–1672), escultor, gravador, medallista
- Nicolas Robert (1610–1684), miniaturista i gravador
- François Chauveau (1613–1676), dibuixant, gravador i pintor
- Michel Dorigny (1617–1663), pintor i gravador
- Jean Le Pautre (1618–1682), dibuixant i gravador
- Jean Marot (1619–1679), dibuixant i gravador
- Albert Flamen (1620–1674), gravador
- Israël Silvestre (1621–1691), gravador
- Robert Nanteuil (1623–1678), gravador, dibuixant i pastelista
- François de Poilly (1623-1693), gravador
- Gabriel Perelle (1604–1677), gravador
- Gérard Audran (1640–1703), gravador
- Jean Mauger (1648–1712), medallista i gravador sobre placa de coure
- Gérard Edelinck (1649–1707), gravador
- Jacques Restout (1650–1701), pintor
- Louis Dorigny (1654–1742), pintor i gravador
- Eustache Restout (1655–1743), arquitecte, gravador i pintor

## Segle XVIII
- Nicolas de Fer (1646-1720), gravador i geògraf[1]
- Nicolas Dorigny (1658–1746), pintor i gravador
- Pierre Drevet (1664–1738), gravador
- Étienne Jehandier Desrochers (1668–1741), gravador
- François Chéreau (1680-1729), gravador
- Charles Dupuis (1685–1742), gravador
- Jean-Baptiste Oudry (1686–1755), pintor i gravador
- Jacques Chéreau (1688–1776), gravador i editor
- Anne Claude Philippe de Tubieres de Grimoard de Pestels de Lévis, comte de Caylus (1692–1765)
- Pierre-Jean Mariette (1694–1774), llibreter i gravador
- Nicolas-Gabriel Dupuis (1695–1771), gravador
- Pierre Imbert Drevet (1697–1739), gravador
- Hubert-Francois Bourguignon Gravelot (1699–1773), gravador
- Jacques-François Blondel (1705–1774), arquitecte i gravador
- François Boucher (1703–1770), pintor, gravador
- Jacques-Philippe Le Bas (1707–1783), gravador
- Noël Hallé (1711–1781), pintor i gravador
- Pierre-Simon Fournier (1712–1768), gravador
- Jean-Baptiste Marie Pierre (1714–1789), pintor, gravador i dibuixant
- Jean-Joseph Balechou (1715–1765), gravador
- Jacques Guay (1715–1787), gravador
- Charles-Nicolas Cochin (1715–1790), gravador i dibuixant
- Joseph-Marie Vien (1716–1809), pintor, dibuixant i gravador
- Carmontelle (1717–1806), pintor, dibuixant, gravador
- Claude-Henri Watelet (1718–1786)
- Étienne Facquet (1719–1794), gravador
- Charles Eisen (1720–1778), pintor i gravador
- Charles Germain de Saint Aubin (1721–1786), gravador
- Pierre-François Basan (1723–1797), gravador
- Jacques Aliamet (1726–1788), gravador
- Jacques Firmin Beauvarlet (1731–1797), gravador
- Hubert Robert (1733–1808), pintor, gravador
- Benoît-Louis Prévost (1735 o 1747–1804), gravador
- Jean-Pierre Houël (1735–1813), gravador, dibuixant i pintor
- Simon Charles Miger (1736–1828), gravador
- Jean-Jacques de Boissieu (1736–1810), gravador
- Pierre-François Laurent (1739-1809), gravador
- Jean-Michel Moreau (1741–1814), gravador
- François-Rolland Elluin (1745–1810), gravador
- Gérard van Spaendonck (1746–1822), pintor i gravador
- Vivant Denon (1747–1825), diplomàtic i administrador, escriptor i gravador
- Augustin Dupré (1748–1833), medallista i gravador
- Charles Eschard (1748–1810), pintor, dibuixant i gravador
- P. Jean-Baptiste Bradel (c. 1750–?), dibuixant i gravador
- Michel-François Dandré-Bardon (1752–1809), pintor, dibuixant i gravador
- Philibert-Louis Debucourt (1755–1832), pintor i gravador
- Charles Clément Balvay (1756–1822), gravador
- François-Nicolas Martinet (c. 1760–1800), enginyer i gravador

## Segle XIX (Romanticisme i Impressionisme)

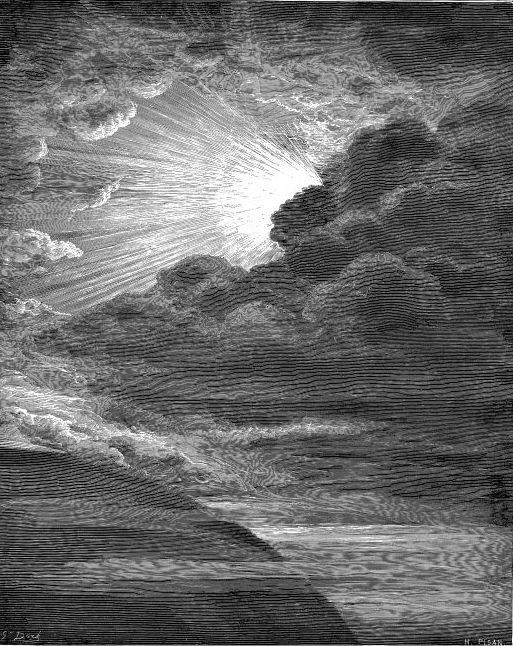
La creació de la llum, Gustave Doré

- Jean Achard (1807–1884), pintor i gravador
- Théodore Basset de Jolimont (1787-1854)
- Louis Léopold Boilly (1761–1845), pintor, dibuixant i gravador
- Louis Albert Guislain Bacler d'Albe (1761–1824), pintor, gravador
- Louis-Pierre Baltard (1764–1846), arquitecte, gravador i pintor
- Pierre Audouin (1768–1822), gravador
- Louis-François Lejeune (1775–1848), pintor i gravador
- Pierre Bouillon (1776–1831), gravador i pintor
- Eustache-Hyacinthe Langlois (1777–1837), pintor, dibuixant i gravador
- Auguste Gaspard Louis Desnoyers (1779–1857), gravador
- Henri Laurent (1779-1844), gravador
- Théodore Richhomme (1785–1849), gravador
- Auguste-François Michaut (1785–1849), gravador, medallista i escultor
- François Forster (1790–1872), gravador
- Nicolas-Toussaint Charlet (1792–1845), pintor i gravador
- Léon Cogniet (1794–1880), pintor, retratista i litògraf[2]
- Louis-Henri Brévière (1797–1869), gravador
- Louis-Pierre Henriquel-Dupont (1797–1892), gravador i dibuixant
- Charles Philipon (1800–1862), dibuixant, litògraf, periodista i editor
- Achille Devéria (1800–1857), pintor, gravador
- Bernard-Romain Julien (1802–1871), litògraf
- Tony Johannot (1803–1852), gravador, il·lustrador i pintor
- Jean Ignace Isidore Gérard (Grandville), (1803–1847), gravador
- Auguste Raffet (1804–1860), dibuixant i gravador
- Eugène Isabey (1804–1886), pintor, aquarel·lista i litògraf
- Espérance Langlois (1805–1864), pintora i gravadora
- Louis Godefroy Jadin (1805–1882), pintor d'animals i paisatges
- Honoré Daumier (1808–1879), pintor, gravador
- Karl Bodmer (1809–1893), litògraf, dibuixant, il·lustrador i pintor
- Polyclès Langlois (1813–1872), gravador, dibuixant i pintor
- Charles Blanc (1813–1882), historiador, crític d'art i gravador
- Charles Jacque (1813–1894), pintor i gravador d'animals
- Charles Marville (1816–1879), pintor, gravador, fotògraf
- Alphonse Leroy (1820–1902), gravador
- Charles Meryon (1821–1868), gravador
- Hector Giacomelli (1822–1904), pintor, aquarel·lista, il·lustrador i gravador
- François Chifflart (1825–1901), pintor i dibuixant
- Pierre-Auguste Lamy (1827–1880), gravador, litògraf i aquarel·lista
- Léopold Flameng (1831–1911), gravador, il·lustrador i pintor
- Gustave Doré (1832–1883), gravador
- Edgar Degas (1834–1917), pintor, gravador, escultor i fotògraf
- James Tissot (1836–1902), pintor i gravador
- Henri Fantin-Latour (1836–1904), pintor i litògraf
- Jules Chéret (1836–1932), pintor, cartellista i litògraf
- Alphonse Legros (1837–1911), pintor i gravador
- Adolphe Lalauze (1838–1905), il·lustrador, pintor i gravador
- Jules-Clément Chaplain (1839–1909), gravador
- Odilon Redon (1840–1916), pintor, gravador i pastelista
- Fortuné Méaulle (1844–1901), xilografia i escriptor
- Alfred Johannot (1800–1836), gravador i pintor

## Segle XIX (Impressionisme i fauvisme)
- Alexandre Clement, gravador[3]

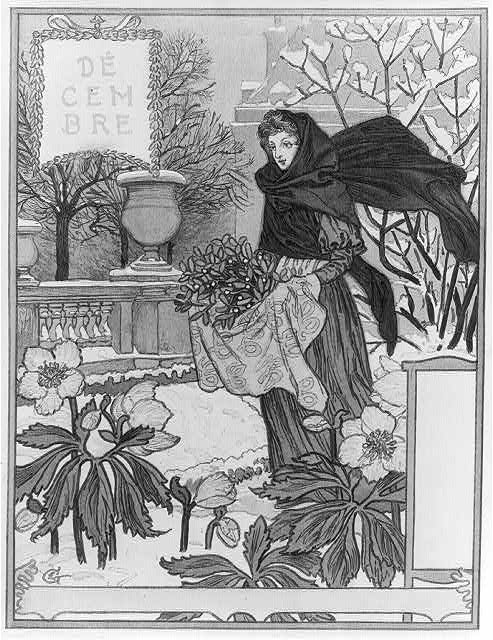

- Henri Thiriat (1843–1926), gravador
- Léon Barillot (1844–1929), gravador i pintor
- Victor Gustave Lhuillier (1844–1889), gravador i etcher
- Eugène Grasset (1845–1917), gravador, artista de cartell i decorador[4]
- Pierre Georges Jeanniot (1848–1934), pintor, draughtsman, watercolorist, i gravador
- Eugène Carrière (1849–1906), pintor i litògraf[5]
- Auguste-Louis Lepère (1849–1918), pintor i gravador
- Jean-Louis Forain (1852–1931), pintor, il·lustrador i gravador
- Adolphe Willette (1857–1926), il·lustrador, caricaturista i gravador
- Théophile Alexandre Steinlen (1859–1923), pintor, draughtsman i litògraf
- George Auriol (1863–1938), periodista, poeta, pintor i gravador
- Henri Bellery-Desfontaines (1867–1909), pintor, il·lustrador, artista de cartell, litògraf, draughtsman, arquitecte i gravador
- Edgar Chahine (1874–1947), pintor, il·lustrador i gravador
- Charles Dufresne (1876–1938), pintor, gravador i decorador

## Segle XX (abans de la Segona Guerra Mundial)
- Abel Mignon (1861–1936), gravador

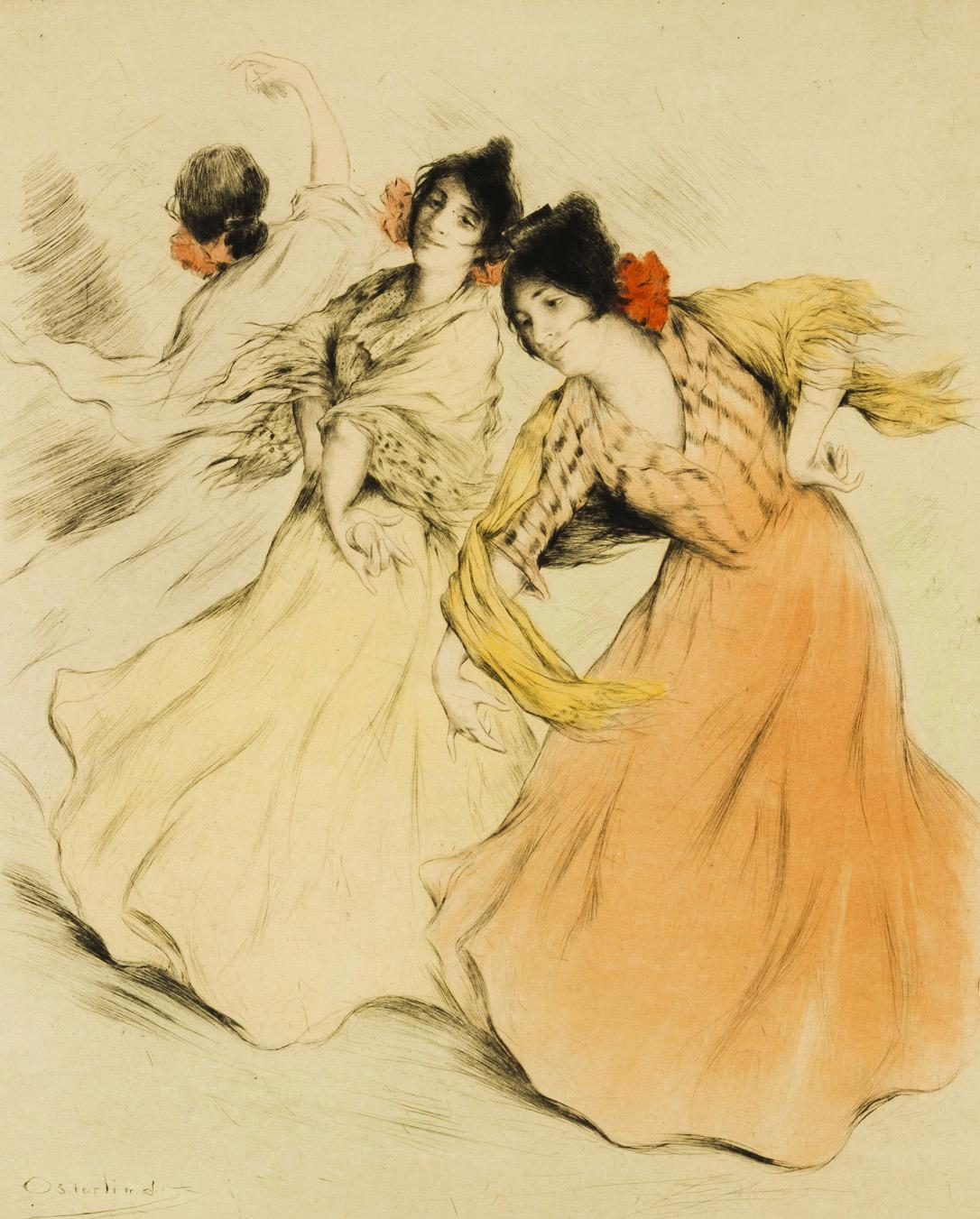
Allan Österlind, Danseuse de flamenco, eau-forte et aquatinte sur papier

- Allan Österlind (1855–1938), pintor i gravador
- Malo-Renault (1870–1938) il·lustrador, gravador de colors i pastelista
- Jacques Villon (1875–1963), pintor i gravador
- Adolphe Beaufrère (1876–1960), pintor i gravador
- Raoul Dufy (1877–1953), pintor, dibuixant, il·lustrador, ceramista, decorador i gravador
- Henry Cheffer (1880–1957), pintor i gravador
- Raoul Serres (1881–1971), il·lustrador i gravador
- Marie Laurencin (1883–1956), pintora i gravadora
- Jean Metzinger (1883–1956), pintor, gravador

## Segle XX (post-segona guerra mundial)
- Henri-Georges Adam (1904–1967), gravador i escultor
- Pierre Albuisson (1952–), dibuixant i gravador
- Hans Bellmer (1902–1975), escultor, fotògraf i gravador
- Jean Bertholle (1909–1996), pintor
- Johnny Friedlaender (1912–1992), pintor i gravador
- Henri Goetz (1909–1989), pintor i gravador
- Cécile Guillame (1933–2004), gravadora
- Max Leognany (1913–1994), pintor, gravador, escultor
- Ève Luquet (1954–), dissenyadora i gravadora
- Jeanne Malivel (1895–1926), decoradora i gravadora
- Alfred Manessier (1911–1993), pintor
- Gen Paul (1898–1975), pintor, gravador
- René Quillivic (1925–), escultor i gravador
- Alfred-Georges Regner (1902–1987), pintor i gravador
- Pierre-Yves Trémois (1921–), pintor, gravador i escultor
- Raoul Ubac (1910–1985), pintor
- Zao Wou-Ki (1921–2013), fotògraf, cal·lígraf, escultor, gravador